# Boullón
Boullón (llamada oficialmente San Miguel de Boullón) es una parroquia española del municipio de Brión, en la provincia de La Coruña, Galicia. 

## Entidades de población
Entidades de población que forman parte de la parroquia:
- Cantelar
- Tembra

## Despoblado
Despoblado que forma parte de la parroquia:
- A Igrexa

## Demografía
| Gráfica de evolución demográfica de Boullón entre 2000 y 2018 |
|                                                               |
| Datos según el nomenclátor publicado por el INE.              |